# Фрумоасский Архангельский монастырь
Фрумоасский Архангельский монастырь, монастырь Фрумоаса (рум. Mănăstirea Frumoasa) — женский (ранее — мужской) монастырь Ясской архиепископии Румынской православной церкви в городе Яссы.

## История
Монастырь основан в 1583 году гетманом Мелентием Баликой. Не позднее 9 августа 1586 году подарен Преображенскому монастырю на горе Синай, а гетман к тому времени уже скончался. Дело благоустройства монастыря продолжил его наследник великий казначей Исаак Балика. В XVII веке монастырь пришёл в запустение.
В 1727—1733 годах господарь Григорий II Гика восстанавливает монастырь. Монастырская церковь перестроена в стиле ренессанса и была признана современниками очень красивой (молд. фрумоаса), что стало новым названием монастыря, называемого прежде по имени ктитора Баликы. В монастыре построены дворцы в восточном стиле, служившие летней резиденцией молдавских господарей. В 1739 году дворцы были разрушены в ходе Русско-турецкой войны, поэтому в 1740 году Гика строит в монастыре новые дома. В 1753 году при Матее Гике ремонтируется монастырская церковь.
В 1836—1839 годах игумен Иоасаф (Войнеску) строит современную церковь. Кроме престола, освящённого во имя архангелов Михаила и Гавриила, упоминается престол в честь Успения Пресвятой Богородицы. В 1819—1839 годах по проекту Мартина Кубелки построена новая колокольня. До секуляризации 1863 года был одним из богатейших в Молдавии. После секуляризации в господарских домах размещались казармы, тюрьма, а затем офтальмологический военный госпиталь.
Возрождён по благословению митрополита Молдавского и Буковинского Даниила летом 2003 года как женский.

## Архитектура
Монастырь обнесён стенами, в которые с западной стороны встроена колокольня (1839) через которую осуществляется вход в монастырь. С противоположной восточной стороны расположены деревянные ворота, называемые «воротами висельников», через которые заключенных из военной тюрьмы вывозили на казнь. В монастырском дворе расположен двухэтажный дворец Стурдзы (1818—1819), построенный по проекту Мартина Кубелки, в котором в 1841 году устроена часовня Святой Екатерины. Кроме того, во дворе расположены руины женского дворца, склеп семьи Стурдзы и другие постройки. Монастырская церковь представляет собой трёхкупольный храм в классическом стиле с заметным русским влиянием. Её длина составляет 37 м, ширина — 15 м.

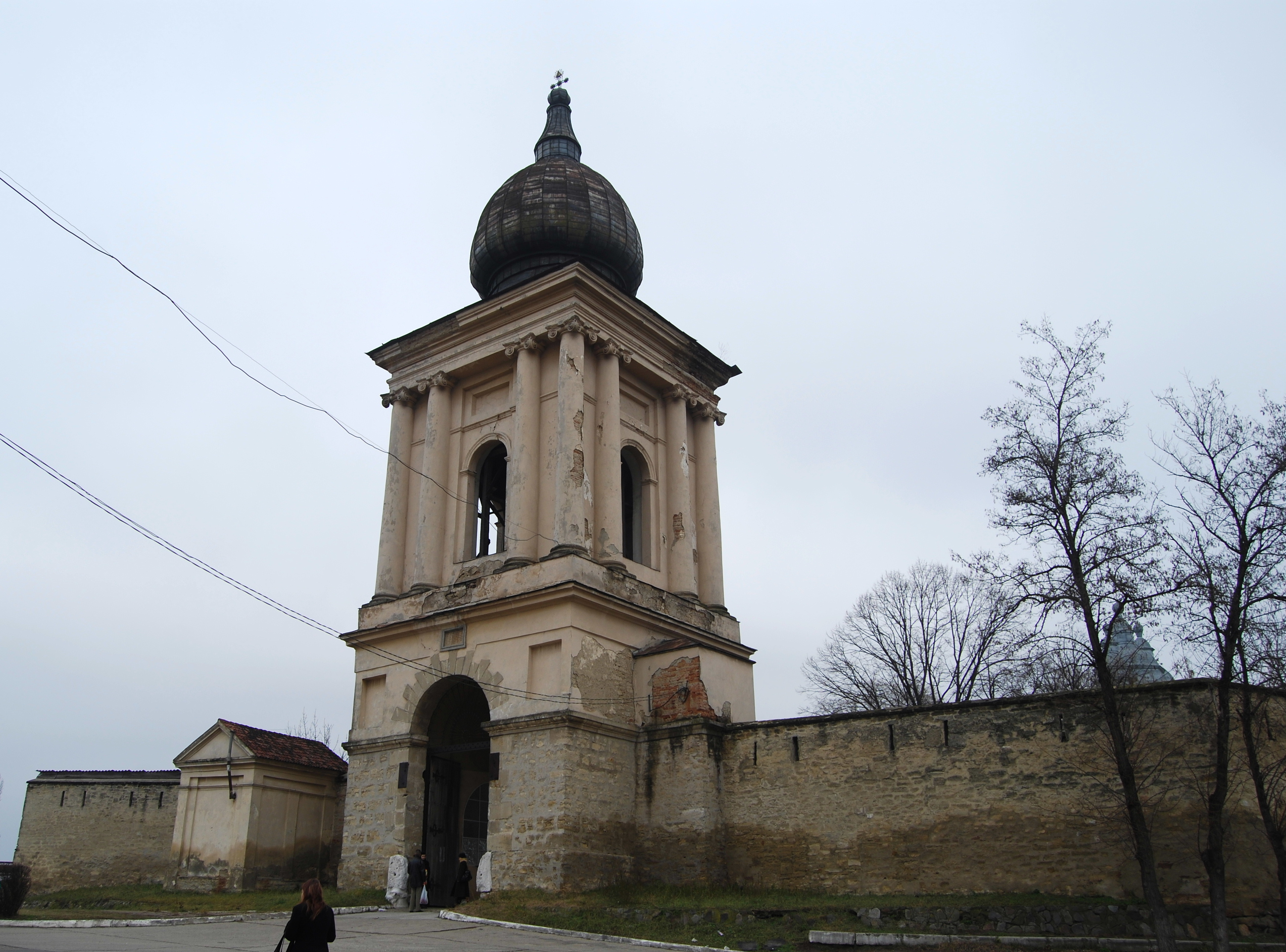
Колокольня
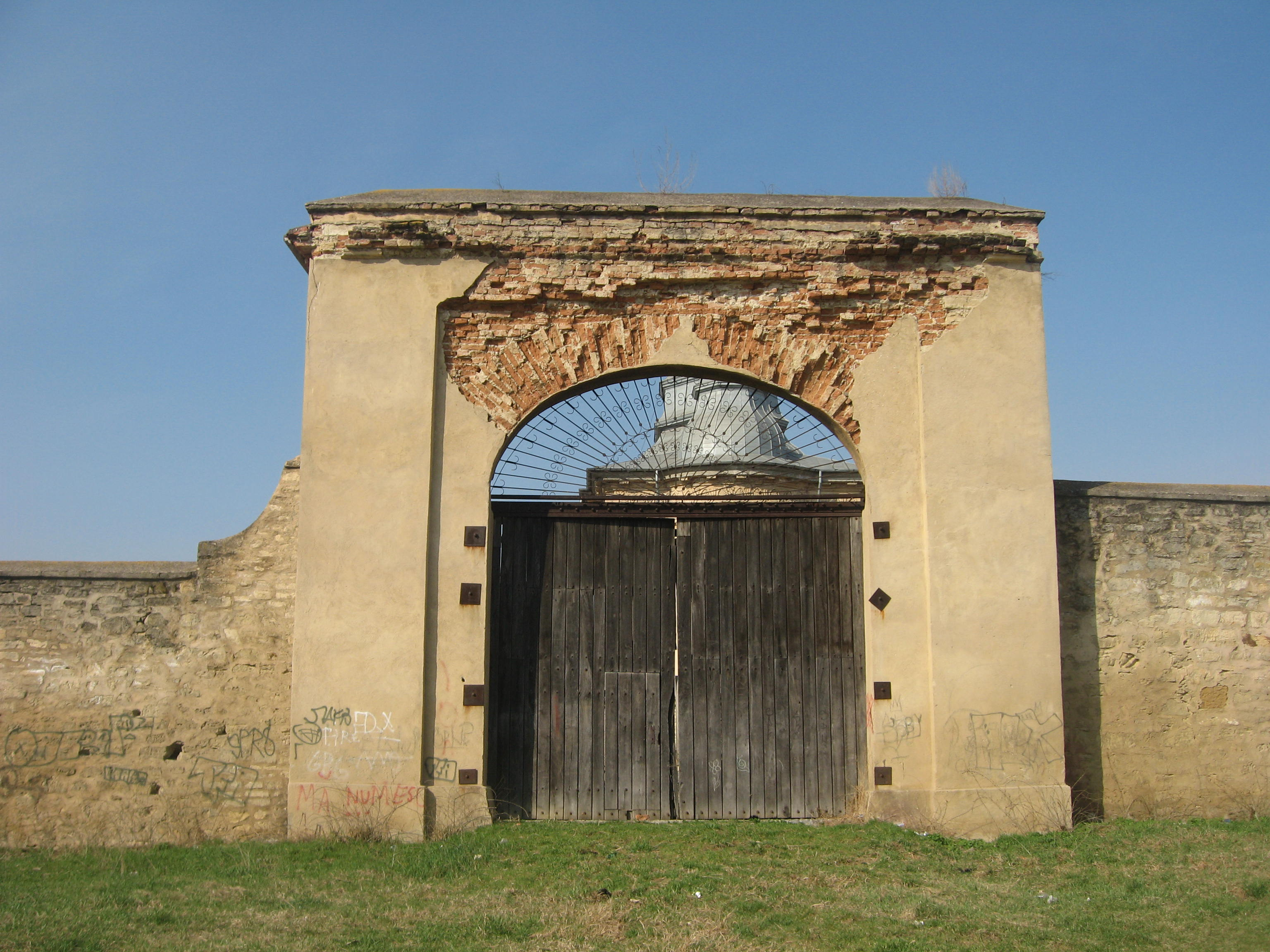
Ворота висельников
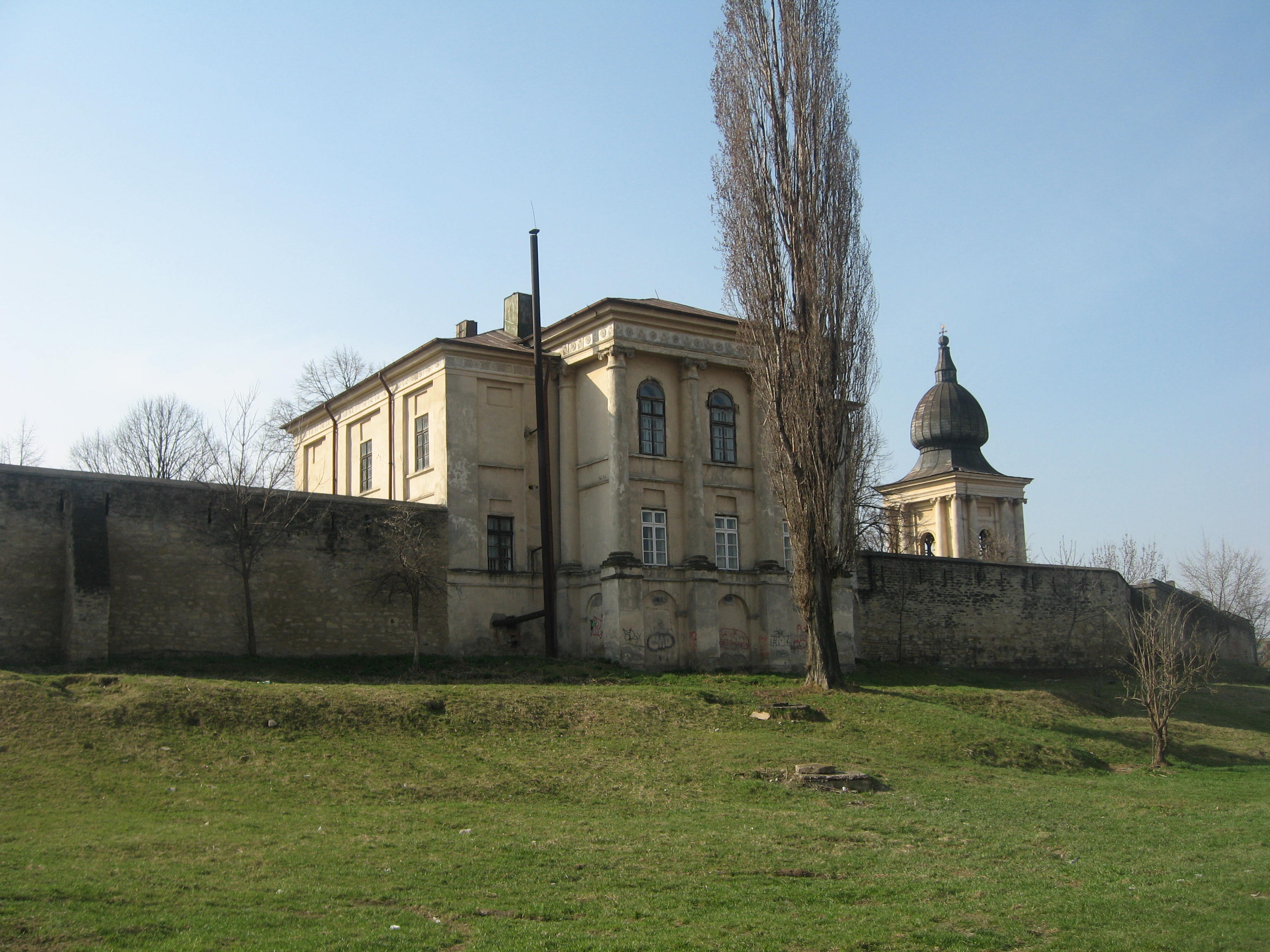
Дворец Стурдзы
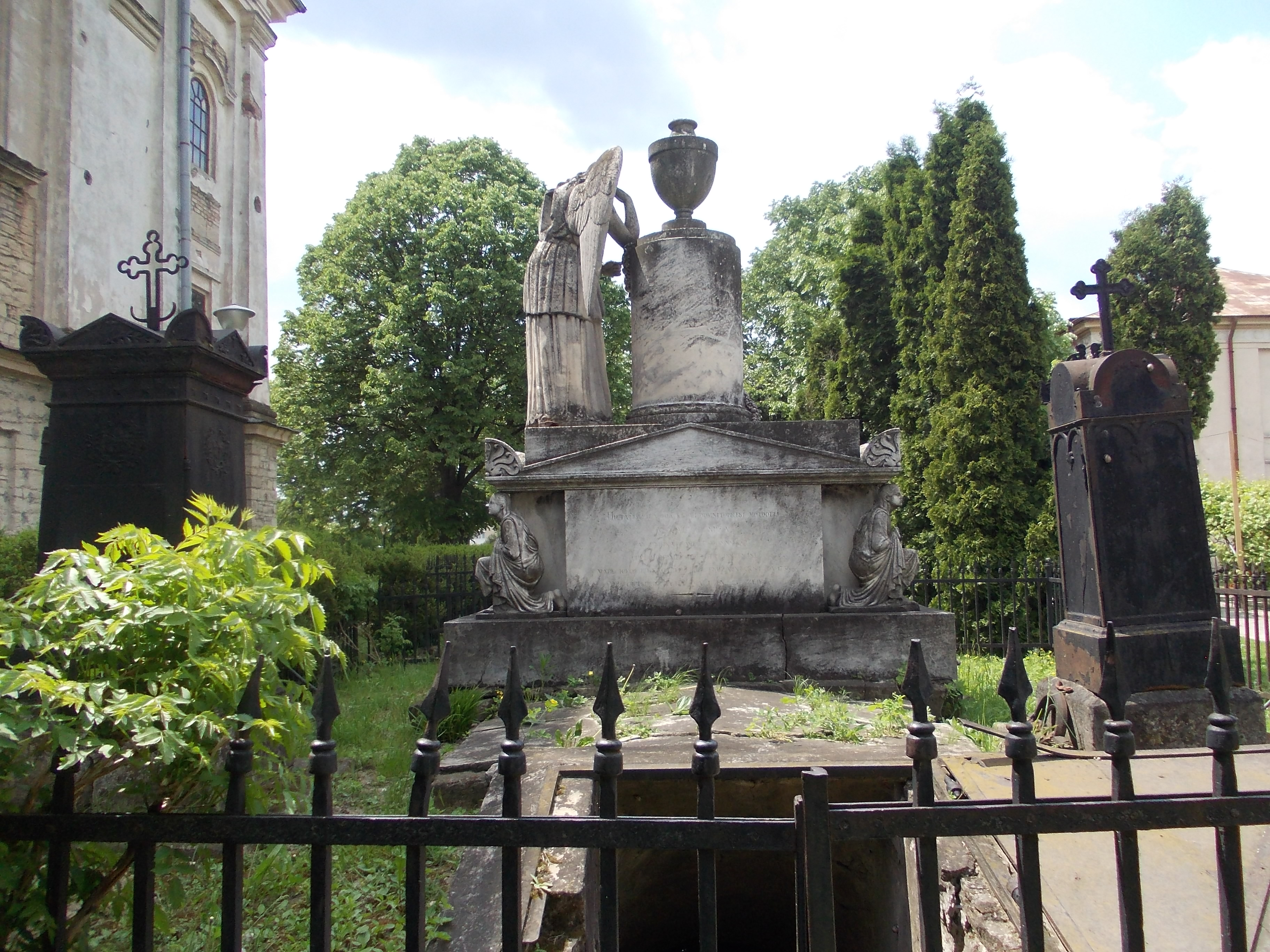
Склеп Стурдзы
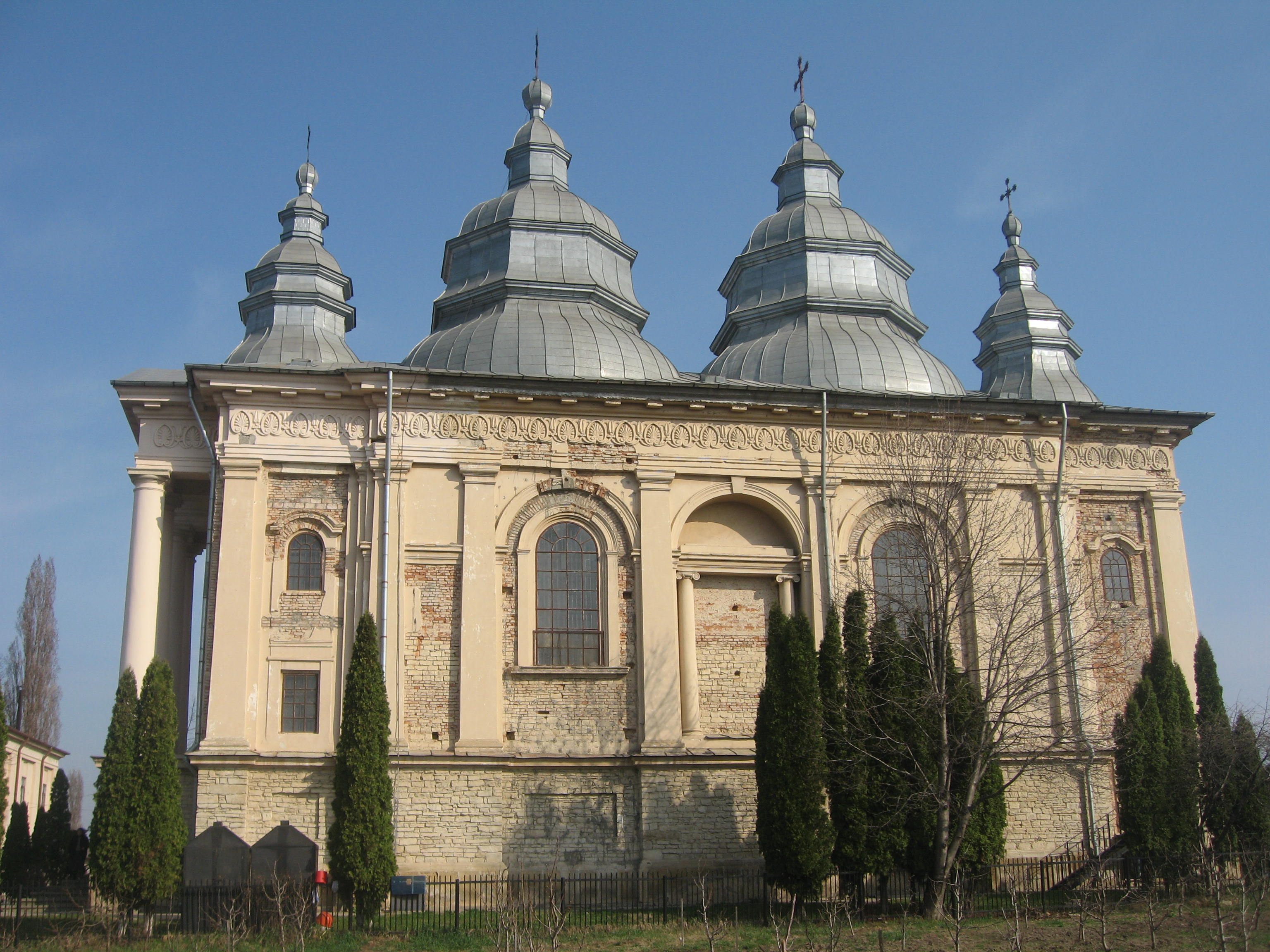
Архангельская церковь